# 髙島誠
髙島 誠（たかしま まこと、1958年（昭和33年）3月31日 - ）は、日本の銀行家。三井住友フィナンシャルグループ会長。広島県東広島市出身。

## 経歴・人物
父は農家の長男だったが、農業が肌に合わず、広島県の地方公務員となった。
広島県立広島皆実高等学校卒業後、京都への思いを抗しきれず、仮面浪人し、京都大学法学部に入学。
弁護士を目指し司法試験に2度チャレンジするも、1982年に住友銀行に入行。
2010年4月に執行役員経営企画部長兼三井住友フィナンシャルグループ企画部長、2012年に常務執行役員、2016年12月に取締役兼専務執行役員。
2017年4月、頭取に就任。2023年4月には代表権のない会長に退く。2025年6月27日、三井住友銀行会長を退任し、三井住友フィナンシャルグループ取締役会長に就任。
性格はのんびり家。

## 略歴
- 1982年4月 - 住友銀行入行。
- 2003年3月 - 三井住友銀行米州統括部長。
- 2008年4月 - 同行国際統括部長。
- 2010年4月 - 同行執行役員経営企画部長兼三井住友フィナンシャルグループ企画部長。
- 2012年4月 - 同行常務執行役員米州本部長。
- 2014年4月 - 同行専務執行役員国際部門共同統括責任役員。
- 2016年12月 - 同行取締役兼専務執行役員。
- 2017年4月 - 同行代表取締役頭取。
- 2017年6月 - 同行代表取締役頭取CEO兼最高執行役員兼三井住友フィナンシャルグループ取締役。
- 2023年4月 - 同行取締役会長。
- 2025年6月 - 三井住友フィナンシャルグループ取締役会長。